# Борислав Зорић Личанин
Борислав Зорић Личанин (Мазин, 12. август 1944) српски је пјевач из Лике.
Пјева народне личке пјесме уз хармонику, а током ратова распада Југославије пјевао је и борбене пјесме у којима је славио Републику Српску Крајину. Прије рата пјевао је на ијекавици, а онда је прешао на екавицу. Након операције Олуја живи у Београду у Србији. Неке старије пјесме пјева уз пратњу Групе Личана.
Има четири сестре и петоро браће. Завршио је Учитељску школу у Госпићу. Након завршене учитељске школе, 1965. године, служио је ЈНА као војни полицајац, прво у Осијеку, а потом у Нашицама. Послије одслужене војске, 1967. године, кратко је радио као наставник музичког одгоја у Плашком, а потом је пет година радио као учитељ у селу Зрмања код Грачаца. Кратко је био запослен као наставник историје, географије и музичког образовања. Лично их је познавао и пјевао је југословенском предсједнику Титу и његовој жени Јованки. Титу је посветио двије пјесме: Титова ме слика сјети и Друже Тито легендо највећа.
Зорић је током каријере пјевао и о Тесли (Пјесма Николи Тесли), Милошевићу, Караџићу (Караџићу српски сине), Младићу, Шешељу (касета Ој Шешељу спаситељу), Рашковићу, Аркану, команданту Вукова са Вучијака Вељку Миланковићу итд. Зорић истиче да му је ипак предсједник Републике Српске Милорад Додик, поред Тита, највише прирастао за срце. На Петровдан 1998. године, осмислио је стихове: „Милораде, ти си српска дика, прославићеш презиме Додика. Још ти нико дорастао није, цијелог свијета имаш симпатије.” Ти стихови су се лично свидјели Додику који га је касније звао на пријем у Влади.
Ожењен је и има двије ћерке Бориславу Бобу и Бојану. Супруга му је такође из Грачаца, из Зрмање.

## Пјесме

### Синглови и албуми
- 1972: Дођи ми љубави
- 1974: Пођи за ме
- 1974: Врховине, Оточац и Бриње
- 1975: Кад Личанин у армију пође
- 1975: Пјевај ми пјевај соколе
- 1977: Пјесма о Николи Тесли
- 1978: Гдје да те тражим
- 1978: Ја сам рођен цуре да заводим
- 1978: Мене ћаћа ожени нејака
- 1979: Жен' ме ћаћа ил' тамбуру купи
- 1980: Гаравушо гдје си била прије
- 1980: Једна ми се мала на Уни допала
- 1981: Момачко је срце моје
- 1982: Друже Тито легендо највећа
- 1982: Мени моја мала поручује
- 1983: Лико моја најљепша на свијету
- 1984: Волим лепе жене
- 1986: Аој Лико завичајна слико
- 1989: Лико моја Лико
- 1990: Америко, не дирај Србију
- 1991: Дај нам Боже да се Срби сложе
- 1991: Заклели се Срби Богу
- 1996: Једна Јела са Личкога прела
- 1998: Личанин без Лике
- 2003: Усе, насе, и пода се
- 2006: Све су жене за промене

### Албуми
- 1978: Пођи за ме
- 1980: Мене ћаћа ожени нејака
- 1980: На Кордуну гроб до гроба
- 1981: Мени моја мала поручује
- 1983: Ја сам мала лички бећар
- 1984: Волим лијепе жене
- 1985: Око мене лијепе жене
- 1985: Жен' ме ћаћа ил' тамбуру купи
- 1986: Аој Лико завичајна слико
- 1987: Кад се сложе равнице и брда
- 1989: Лико, моја Лико
- 1990. - 1990.
- 1991: Дај нам Боже да се Срби сложе
- 1993: Заклели се Срби Богу
- 1994: Америко не дирај Србију
- 1994: Поносна Крајино
- 1996: Једна Јела са личкога прела
- 1998: Личанин без Лике
- 2000: Свега има само пара нема
- 2006: Шаљиве песме
- 2006: Све су жене за промене
- 2006: Због Мирјане
- Црна Гора, Србија и Лика
- Махер за штимунг